# Maslići
Maslići su naseljeno mjesto u općini Bugojno, Federacija Bosne i Hercegovine, BiH.

## Stanovništvo

### 1991.
Nacionalni sastav stanovništva 1991. godine, bio je sljedeći:
ukupno: 44
- Srbi - 44 (100%)

### 2013.
Na popisu stanovništva 2013. godine bilo je bez stanovnika.